# Nevai della Maiella
I nevai della Maiella sono dei nevai semi-perenni presenti sul massiccio della Maiella.

## Descrizione
Nonostante sia situato più a meridione del Gran Sasso e di elevazione poco più bassa, il massiccio presenta condizioni più favorevoli per lo sviluppo di talune formazioni nevose; essi rappresentano un'importante riserva di approvvigionamento idrica.
Si contano con certezza quattro placche nevose perenni, ma non si esclude la presenza di altri nevai, quali:
- il nevaio di Valle del Forcone;
- i nevai della cima delle Murelle;
- il nevaio dell'Orfento.

È in discussione se collocare tra i nevai quello della Valle del Forcone. È inoltre presente una cascata di ghiaccio detta il "principiante", ubicata a circa 1600 m s.l.m. e sviluppata per 25 m.